# Marc de Bourgogne
 (janvier 2017).
Si vous disposez d'ouvrages ou d'articles de référence ou si vous connaissez des sites web de qualité traitant du thème abordé ici, merci de compléter l'article en donnant les références utiles à sa vérifiabilité et en les liant à la section « Notes et références ».
Le marc de Bourgogne est une eau-de-vie issue de la distillation des marcs de raisin. Titrant 40 % du volume en alcool au minimum, il bénéficie d'une appellation d'origine contrôlée française par décret du 17 mars 2011.
Le marc de Bourgogne provient de la distillation dans l’alambic des marcs de raisin (on parle des « marcs » pour ce qui reste sur le pressoir après pressurage et avant distillation et du « marc » pour le produit distillé), que l'on appelle la « genne » en Bourgogne, qui est retirée du pressoir après pressurage et qui est composée des peaux de raisins, des pépins et des rafles (bois et queue de la grappe). Le marc produit peuvent éventuellement être « égrappé » : il est alors produit avec du raisin dont on a retiré la rafle.
Le marc de Bourgogne (AOC) est une des quatre indications géographiques (IG) de spiritueux et eaux-de-vie au sein de la Bourgogne, avec le cassis de Dijon (IG), le cassis de Bourgogne (IG) et la fine de Bourgogne (AOC).

## Cahier des charges

### Zone géographique
Pour obtenir l'AOC, les marcs de raisin doivent provenir de l'aire géographique de la Bourgogne viticole (soit 388 communes de Côte-d'Or, du Rhône, de Saône-et-Loire et de l'Yonne) tout comme le stockage, la distillation et le vieillissement des eaux-de-vie.

### Encépagement
Les marcs sont issus au choix de raisins rouges ou blancs ou des deux, appartenant aux cépages suivants : aligoté B, césar N, chardonnay B, gamay N, melon B, pinot noir N, pinot gris G, pinot blanc B, sacy B, sauvignon B, ou tressot N. Il n'y a pas de contrainte d'assemblage.

### Élaboration
Les marcs de raisins sont distillés selon le procédé de distillation discontinu multi-étagé à l'aide d'alambics constitués de vases de distillation et de colonnes de concentration. Les alambics utilisés sont constitués de trois vases maximum à chargement successif et d'au maximum trois colonnes de concentration montées en série. Les vases de distillation sont en cuivre. Ils présentent chacun un volume maximum de 630 litres et sont chauffés à feu nu ou par injection de vapeur. Les colonnes sont en cuivre. Chaque colonne présente une hauteur inférieure ou égale à 1,50 mètre. Le nombre total de plateaux pour l'ensemble des colonnes est au maximum de 7. Toute distillation doit être précédée d'un nettoyage de l'alambic, à la vapeur ou à l'eau bouillante. Les eaux-de-vie produites doivent présenter à la sortie de l'alambic, à la température de 20 °C, un titre alcoométrique volumique inférieur ou égal à 72 %.
Les marcs de raisin sont distillés dans un alambic en cuivre avant le 31 mars de l'année suivant la vendange. Les eaux-de-vie produites doivent avoir une teneur en alcool inférieure à 72 % à la sortie de l'alambic. En pratique, il dépasse rarement les 52 %. L'enrichissement des marcs et l'ajout de conservateur sont interdits. Le marc de Bourgogne doit être élevé en fûts de chêne (228 litres) ou en foudres (plusieurs hectolitres) durant au minimum deux ans.

### Âge des marcs de Bourgogne
Il peut bénéficier de la mention « vieux » après trois ans, « très vieux » après six ans et « hors d'âge » après dix ans de fûts. La faible utilisation de futaille neuve permet de préserver une part des arômes fruités et floraux qui participent à la qualité du marc de Bourgogne, Une qualité qui dépend aussi de la richesse de la matière première, de la justesse de la distillation, la maîtrise des assemblages ou de la durée des vieillissements.

## Production et économie
Les vignerons n'ont pas le droit de distiller eux-mêmes en Bourgogne. Il existe une douzaine d’entreprises de distillation utilisant des alambics souvent centenaires transmis de génération en génération, qui s'installent dans les villages et procèdent à la distillation. Une cinquantaine de viticulteurs élèvent eux-mêmes leur eau de vie. Cependant, la plupart (environ 150) vendent leurs marcs à des négociants. La production actuelle est de 400 000 bouteilles par an. 25% sont exportés (rapportés sur le site Eaux de Vie de Bourgogne en 2025). La production était de 300 000 litres en 2009 (soit 425 000 bouteilles de 70 cl).

## Gastronomie
Le marc est traditionnellement un digestif. Il doit être viril sans agressivité avec du gras pour apporter de la douceur en bouche, des notes herbacées, épicées, des arômes légèrement fruités avec des notes de caramel. Il se caractérise par une couleur jaune ambré. Il peut être aussi consommé en cocktails, avec du cassis, le "mêlé-cass". Il est utilisé dans l'affinement de l'époisses et dans certaines recettes de cuisine dans lesquelles il relève l'élégance des plats : tartare au marc, cailles au marc, soufflé glacé au marc, bœuf à la Bourguignonne mariné au vin et au marc, etc.

## Différence entre marc et fine de Bourgogne
Le marc et la fine sont des produits qui diffèrent dans leur mode de production et dans les caractéristiques du produit fini.
Le marc de Bourgogne résulte de la distillation des peaux, des pépins et des rafles après la fermentation des vins rouges. Après le pressurage, il reste encore de l'alcool résiduel dans les marcs, qui ont servi à faire fermenter le vin.
La fine de Bourgogne est le résultat de la distillation du vin ou des dépôts du vin (les « lies » ). Le produit fini est différent, avec des touches de fruits confits, d'ananas, ou de caramel.

### lien externe
« Décret n° 2001-284 du 17 mars 2011 »